# Oxycheilinus
Az Oxycheilinus a sugarasúszójú halak (Actinopterygii) osztályába a sügéralakúak (Perciformes) rendjébe és az ajakoshalfélék családjába tartozó nem.

## Rendszerezés
A nembe az alábbi 10 faj tartozik:
- Oxycheilinus arenatus
- Oxycheilinus bimaculatus
- Oxycheilinus celebicus
- Oxycheilinus digramma
- Oxycheilinus lineatus
- Oxycheilinus mentalis
- Oxycheilinus nigromarginatus
- Oxycheilinus orientalis
- Oxycheilinus rhodochrous
- Oxycheilinus unifasciatus